# Mariane Fernándes
Mariane Cristina Oliveira Fernandes, más conocida como Mariane Fernándes (Niterói, 4 de enero de 1996) es una jugadora brasileña de balonmano que se desempeña como lateral izquierdo. Internacional absoluta con la selección brasileña, desde la temporada 2024-25 milita en el MKS Zagłębie Lubin de la Superliga polaca.

## Trayectoria

### Clubes
Formada en el club paulista Metodista/São Bernardo, con el que debutó en la élite brasileña, a finales de 2017 fichó por el Molde HK Elite noruego.
En junio de 2019 se incorporó al Super Amara Bera Bera, club con el que conquistó cuatro Ligas Guerreras Iberdrola (2020, 2021, 2022 y 2024) y dos Copas de la Reina (2023 y 2024).
El 14 de marzo de 2024 se anunció su traspaso al campeón polaco MKS Zagłębie Lubin para las dos próximas campañas.

#### Trayectoria de clubes
- –2017:  Metodista/São Bernardo
- 2017–2019:  Molde HK Elite
- 2019–2024:  Super Amara Bera Bera
- 2024–presente:  MKS Zagłębie Lubin

### Selección
Debutó con la absoluta brasileña en 2018 y ha disputado los Mundiales de 2021 y 2023, así como los Juegos Olímpicos de París 2024 (siendo dada de baja por lesión durante el torneo).  Con la canarinha se proclamó campeona sud-centroamericana en 2021, 2022 y 2024 y conquistó el oro en los Juegos Panamericanos de Santiago 2023.

## Premios y títulos

### Con la selección
- 1 x Juegos Panamericanos: 2023
- 3 x Campeonato Sur y Centroamericano de Balonmano Femenino: 2021, 2022 y 2024

### Con sus clubes
- 4 x Liga Guerreras Iberdrola: 2020, 2021, 2022, 2024
- 2 x Copa de la Reina: 2023, 2024
- 2 x Supercopa Ibérica: 2023, 2024
- 1 x Superliga de Polonia: 2025[9]
- 1 x Copa de Polonia: 2025[9]